# High Point Estates
High Point Estates est une communauté située dans la province d'Alberta, dans le comté de Rocky View.